# That Was Yesterday
Pistes de Agent Provocateur
Tooth and Nail (chanson) I Want to Know What Love Is
That Was Yesterday est une ballade du groupe rock Foreigner, qui figure sur l'album Agent Provocateur sorti en 1984.